# فريدريش إيبرت الابن
فريدريش إيبرت الابن (بالألمانية: Friedrich Ebert )‏ (و. 1894 – 1979 م) هو سياسي من الإمبراطورية الألمانية، وجمهورية فايمار، وألمانيا النازية، وألمانيا الشرقية، ولد في بريمن، كان عضوًا في الحزب الديمقراطي الاجتماعي الألماني، ويحمل رتبة عسكرية جندي، توفي في برلين الشرقية، عن عمر يناهز 85 عاماً.

## مناصب
تولى منصب عضو مجلس النواب الألماني للجمهورية فايمار، وعضو في مجلس الشعب ‏، وعمدة، ورئيس ألمانيا الشرقية ‏.

## الخدمة العسكرية
خدم في الجيش الإمبراطوري الألماني، وفيرماخت.

## جوائز
حصل على جوائز منها:
- مواطن فخري في برلين
- وسام بطل العمل لألمانيا الشرقية [الإنجليزية]‏
- ترتيب الاستحقاق الوطني الذهبي
- وسام لينين
- وسام نجمة صداقة الشعوب لألمانيا الشرقية [الإنجليزية]‏
- نيشان كارل ماركس
- راية العمل [الإنجليزية]‏
- ترتيب الصداقة بين الشعوب.

## وصلات خارجية
- فريدريش إيبرت الابن على موقع IMDb (الإنجليزية)
- فريدريش إيبرت الابن على موقع مونزينجر (الألمانية)
- فريدريش إيبرت الابن على موقع كينوبويسك (الروسية)